# 卡倫·羅素
卡倫·羅素（英語：Karen Russell，1981年7月10日—）是美國小說家、短篇故事作家。她的小說處女作《Swamplandia！》 是2012年普利茲小說獎入選名單。她是2013年麥克阿瑟獎得主之一。
她在2011年贏得冰城小說獎。她目前在愛荷華作家工作坊擔任訪問作家。